# Kelly da Silva Santos
Kelly da Silva Santos (São Paulo, 10 de noviembre de 1979) es una jugadora brasileña de baloncesto que ocupa la posición de pívot. Fue parte de la Selección femenina de baloncesto de Brasil con la que alcanzó la medalla de bronce en los Juegos Olímpicos de Sídney 2000, la medalla de plata en los Juegos Panamericanos de 2007 en Río de Janeiro y la medalla de bronce en los Juegos Panamericanos de 2003 en Santo Domingo.
A nivel internacional, defendió por primera vez un equipo extranjero en los Detroit Shock en la Women's National Basketball Association (WNBA)
 que la seleccionó en la 54va. posición de la cuarta ronda en el draft de la WNBA 2001.